# 모인모인
모인모인(MoinMoin)은 파이썬을 이용하는 위키 소프트웨어다. 처음에는 피키피키 위키 엔진에 기반을 두고 시작했으며, 현재 GNU 일반 공중 사용 허가서에 하에 배포되는 자유 소프트웨어이다.
모인모인의 저장 방식은 데이터베이스 대신에 평범한 파일과 폴더에 기초하고 있다. 이 방식은 필요할 때 내용을 서버 상에서 텍스트 편집기로 편집하기가 용이하다. 또, 플러그인을 지원하며 매크로와 액션을 통해 추가할 수도 있다. 또 XML-RPC를 통한 내용 동기화를 지원한다.
모인모인의 "데스크톱 판"은 내장된 웹 서버로 페이지를 표시함으로써 사용하기에 훨씬 편리해졌다. 데스크톱 판을 사용하기 위해서는 컴퓨터에 파이썬만 설치하면 된다. 1.6.0 버전부터 데스크톱 판은 일반 공개판에 같이 포함되어 공개하고 있다.

## 같이 보기
- 저작물 관리 시스템 목록
- 위키 소프트웨어 목록